# Droga wojewódzka 825
Die Droga wojewódzka 825 (DW 825) ist eine zehn Kilometer lange Droga wojewódzka (Woiwodschaftsstraße) in der polnischen Woiwodschaft Lublin, die Kamień mit Kolczyn verbindet. Die Strecke liegt im Powiat Opolski.

## Streckenverlauf
Woiwodschaft Lublin, Powiat Opolski
-  Kamień (DW 747, DW 817)
-  Piotrawin (DW 900)
- Kaliszany-Kolonia
- Stare Kaliszany
- Łopoczno
-  Kolczyn (DW 824)